# Lijst van ministers van Gelijke Kansen in de Franse Gemeenschap
Dit is een lijst van ministers van Gelijke Kansen in de Franse Gemeenschapsregering.

## Lijst
| Nr. | Minister | Minister                | Partij | Partij      | Begin             | Einde             | Regering(en) | Bevoegdheid                      |
| --- | -------- | ----------------------- | ------ | ----------- | ----------------- | ----------------- | ------------ | -------------------------------- |
| 1   |          | Fadila Laanan (1967)    |        | PS          | 16 juli 2009      | 22 juli 2014      | Demotte II   | Gelijke Kansen                   |
| 2   |          | Isabelle Simonis (1967) |        | PS          | 22 juli 2014      | 3 december 2018   | Demotte III  | Gelijke Kansen en Vrouwenrechten |
| 3   |          | Rudy Demotte (1963)     |        | PS          | 3 december 2018   | 17 september 2019 | Demotte III  | Gelijke Kansen en Vrouwenrechten |
| 4   |          | Frédéric Daerden (1970) |        | PS          | 17 september 2019 | 16 juli 2024      | Jeholet      | Gelijke Kansen                   |
| 5   | 100px    | Bénédicte Linard (1976) |        | Ecolo       | 17 september 2019 | 16 juli 2024      | Jeholet      | Vrouwenrechten                   |
| 6   |          | Yves Coppieters (1968)  |        | Les Engagés | 16 juli 2024      | heden             | Degryse      | Gelijke Kansen en Vrouwenrechten |